# Rayito de luz
Rayito de luz é uma telenovela mexicana produzida pela Televisa e exibida pelo Canal de las Estrellas entre 11 de dezembro de 2000 e 5 de janeiro de 2001, durante o recesso de Carita de ángel. Foi a segunda das três telenovelas com o tema natalino produzidas na época. É inspirada no clássico Marcelino, Pan y Vino, romance escrito por José María Sánchez Silva.
Foi protagonizada por Alejandro Speitzer e Alan com atuação antagônica de Delia Casanova.

## Enredo
Tudo começa quando um rapaz chamado Abel Ventura chega a uma pacata cidade chamada San Pedro de las Montañas para iniciar sua carreira no sacerdócio do seminário de Hermanos Reutilicos.
É um músico com a vocação de sacerdote que foge da cidade por causa de uma desilusão amorosa, na esperança de encontrar a paz em si mesmo e dedicar a sua vida a Deus.
Um ano depois de sua chegada, Abel encontrou uma criança abandonada no confessionário, junto com uma carta escrita em um idioma desconhecido para os seminaristas, e a única coisa que podiam decifrar era seu nome "Juan de Luz", uma criança que encheu o seminário de vida.
Como os irmãos são muito pobres, decidem dar o menino às autoridades, mas Mirna, uma boa mulher que deu à luz a sua filha Karina se oferece para alimentar Juan com seu leite, por outro lado, outro milagre está prestes a acontecer na aldeia onde uma mulher está dando à luz trigêmeos, já que o parto é de alto risco, o pai das crianças faz uma promessa a Deus para que seus filhos sejam salvos, dando dinheiro àqueles que mais precisam, sendo o Padre Cervantes o favorecido para salvar o seminário da pobreza em que ele estava.
Passaram seis anos e Juan de Luz é conhecido na cidade como "Rayito" por sua energia e alegria, além de se tornar o Filho do Seminário e sua maior ilusão na vida é conhecer sua mãe, pois acredita que um dia voltará para ele.
Um dia, Gertrudis Montes aparece no seminário para reclamar o terreno adjacente à sua casa e ao seminário, já que o marido de Gertrudis deu ao Padre Cervantes as terras antes de morrer.
A maneira pela qual decide forçar o Padre é por meio de tirar a custódia de Rayito, por isso ela contrata um advogado corrupto de nome Justino com quem contrata núpcias para adotar legalmente a criança.
O prazo do Padre Cervantes termina em 31 de dezembro e se não entregar as terras, Rayito não será visto novamente.

## Elenco
- Alejandro Speitzer .... Rayito
- Alan  .... Hermano Abel
- Aaron Hernán ....  Padre Constantino
- Mariana Levy  .... Franscisca
- Gerardo Murguía .... José Niño
- Delia Casanova .... Gertrudis Montes
- Miguel Pizarro .... Hermano Cecilio Pérez
- Luis de Icaza .... Hermano Higinio Huerta
- Francisco Rossell .... Hermano Fidel Rulfo
- Juan Carlos Casasola .... Justino Hernández
- Tania Vázquez .... Catalina Cienfuegos
- Bárbara Ferré .... Hortensia Buenrostro
- Marcela Páez .... Mirna López
- Vanessa Angers .... Esther de Lerma
- Luis Gatica .... Cruz Ramírez
- Oscar Traven .... Florencio Lerma
- Rafael Rojas .... Antonio Sánchez
- Roberto D’Amico .... Dr. Domingo Mendieta
- Eduardo Quezada .... Nacho
- Danna Paola Rivera .... Lupita Lerma
- Hendrick Marine .... Aldo Lerma
- Isamar Martínez .... Vicky Lerma
- Martha Sabrina .... Karina Ramírez
- Manuel Bermúdez .... Óscar Sánchez
- Suzeth Cerame .... Carmelita Sánchez
- Lourdes Munguía .... Mãe de Rayito
- Susana González .... (Mini)